# Llista de topònims de la Pera
Llista de topònims (noms propis de lloc) del municipi de la Pera, al Baix Empordà
Informació actualitzada per un bot. Els canvis manuals es perdran quan s'actualitzi!

## casa
| imatge | Nom         | Ubicat a | instància de | Detalls                                  | coordenades                                                                        | Protecció                                  | Commons (més fotos) | Dades a WD                    |
| ------ | ----------- | -------- | ------------ | ---------------------------------------- | ---------------------------------------------------------------------------------- | ------------------------------------------ | ------------------- | ----------------------------- |
|        | ca l'Almar  | la Pera  | casa         | Estil: arquitectura popular 17th century | 42° 00′ 51″ N, 2° 58′ 58″ E / 42.014167°N,2.982665°E ca:Plaça Major de Púbol       | bé integrant del patrimoni cultural català | Ca l'Almar (Púbol)  | Modifica les dades a Wikidata |
|        | ca la Sorda | la Pera  | casa         | Estil: arquitectura popular 14th century | 42° 00′ 50″ N, 2° 58′ 58″ E / 42.013757°N,2.982677°E ca:carrer Major, Púbol        | bé integrant del patrimoni cultural català | Ca la Sorda         | Modifica les dades a Wikidata |
|        | can Canada  | la Pera  | casa         | Estil: arquitectura popular              | 42° 00′ 52″ N, 2° 58′ 57″ E / 42.014405°N,2.982568°E ca:Plaça Major, Púbol 90 msnm | bé integrant del patrimoni cultural català | Can Canada          | Modifica les dades a Wikidata |
|        | can Carles  | la Pera  | casa         | Estil: arquitectura gòtica 14th century  | 42° 00′ 50″ N, 2° 58′ 57″ E / 42.013969°N,2.982448°E ca:C. Major, Púbol 91 msnm    | bé integrant del patrimoni cultural català | Can Carles (Púbol)  | Modifica les dades a Wikidata |
|        | can Ciano   | la Pera  | casa         | Estil: arquitectura popular 16th century | 42° 00′ 52″ N, 2° 58′ 56″ E / 42.014477°N,2.982333°E ca:Pl. Major, Púbol 90 msnm   | bé integrant del patrimoni cultural català | Can Ciano           | Modifica les dades a Wikidata |

## entitat singular de població
| imatge | Nom      | Ubicat a | instància de                                                                   | Detalls | coordenades                                                                                       | Protecció | Commons (més fotos) | Dades a WD                    |
| ------ | -------- | -------- | ------------------------------------------------------------------------------ | ------- | ------------------------------------------------------------------------------------------------- | --------- | ------------------- | ----------------------------- |
|        | Pedrinyà | la Pera  | entitat singular de població ens local històric de Catalunya                   | 17 hab  | 42° 00′ 34″ N, 2° 57′ 53″ E / 42.009503°N,2.964806°E 97 msnm                                      |           | Pedrinyà (la Pera)  | Modifica les dades a Wikidata |
|        | Púbol    | la Pera  | entitat singular de població ens local històric de Catalunya                   | 135 hab | 42° 00′ 52″ N, 2° 58′ 58″ E / 42.01455°N,2.98266667°E 93 msnm                                     |           | Púbol               | Modifica les dades a Wikidata |
|        | Riuràs   | la Pera  | entitat singular de població                                                   | 39 hab  | 42° 01′ 39″ N, 2° 57′ 32″ E / 42.0275°N,2.9588°E ca:Camí de Riuràs, des de la Pera, al NW 91 msnm |           | Riuràs              | Modifica les dades a Wikidata |
|        | la Pera  | la Pera  | entitat singular de població ens local històric de Catalunya capital municipal | 261 hab | 42° 01′ 14″ N, 2° 58′ 27″ E / 42.020555555556°N,2.9741666666667°E 89 msnm                         |           |                     | Modifica les dades a Wikidata |

## església
| imatge | Nom                     | Ubicat a         | instància de | Detalls                      | coordenades                                                                               | Protecció                                  | Commons (més fotos)     | Dades a WD                    |
| ------ | ----------------------- | ---------------- | ------------ | ---------------------------- | ----------------------------------------------------------------------------------------- | ------------------------------------------ | ----------------------- | ----------------------------- |
|        | Sant Andreu de Pedrinyà | la Pera Pedrinyà | església     | Estil: arquitectura romànica | 42° 00′ 34″ N, 2° 57′ 53″ E / 42.0095°N,2.96483°E                                         | bé integrant del patrimoni cultural català | Sant Andreu de Pedrinyà | Modifica les dades a Wikidata |
|        | Sant Isidor de la Pera  | la Pera          | església     | Estil: arquitectura gòtica   | 42° 01′ 13″ N, 2° 58′ 25″ E / 42.0204°N,2.97365°E                                         | bé integrant del patrimoni cultural català | Sant Isidor de la Pera  | Modifica les dades a Wikidata |
|        | Sant Pere de Púbol      | la Pera          | església     | Estil: arquitectura gòtica   | 42° 00′ 53″ N, 2° 59′ 00″ E / 42.014781°N,2.98334°E ca:Púbol. Carrer de Gala-Dalí 99 msnm |                                            | Sant Pere de Púbol      | Modifica les dades a Wikidata |

## masia
| imatge | Nom                | Ubicat a | instància de | Detalls                     | coordenades                                                         | Protecció                                  | Commons (més fotos) | Dades a WD                    |
| ------ | ------------------ | -------- | ------------ | --------------------------- | ------------------------------------------------------------------- | ------------------------------------------ | ------------------- | ----------------------------- |
|        | Cal Roig de Craup  | la Pera  | masia        |                             | 42° 00′ 09″ N, 2° 58′ 26″ E / 42.002480876437°N,2.97402625776677°E  |                                            |                     | Modifica les dades a Wikidata |
|        | Cal Trop           | la Pera  | masia        |                             | 42° 00′ 36″ N, 2° 57′ 48″ E / 42.0099715027709°N,2.96334748717458°E |                                            |                     | Modifica les dades a Wikidata |
|        | Can Batlle         | la Pera  | masia        |                             | 42° 01′ 07″ N, 2° 58′ 02″ E / 42.0184929325452°N,2.96712307793638°E |                                            |                     | Modifica les dades a Wikidata |
|        | Can Blanc          | la Pera  | masia        |                             | 42° 01′ 22″ N, 2° 58′ 53″ E / 42.0228463480676°N,2.98145866349276°E |                                            |                     | Modifica les dades a Wikidata |
|        | Can Bosc           | la Pera  | masia        |                             | 42° 01′ 19″ N, 2° 59′ 30″ E / 42.021815885138°N,2.9916261121496°E   |                                            |                     | Modifica les dades a Wikidata |
|        | Can Carbassa       | la Pera  | masia        |                             | 41° 59′ 59″ N, 2° 57′ 55″ E / 41.9996865250176°N,2.96536985896223°E |                                            |                     | Modifica les dades a Wikidata |
|        | Can Condom         | la Pera  | masia        |                             | 42° 01′ 09″ N, 2° 58′ 32″ E / 42.0192875984655°N,2.97544466756584°E |                                            |                     | Modifica les dades a Wikidata |
|        | Can Felip del Bosc | la Pera  | masia        |                             | 42° 01′ 26″ N, 2° 58′ 03″ E / 42.0238880498444°N,2.96762762686331°E |                                            |                     | Modifica les dades a Wikidata |
|        | Can Formiga        | la Pera  | masia        |                             | 42° 01′ 00″ N, 2° 58′ 03″ E / 42.0167637748311°N,2.9675346169942°E  |                                            |                     | Modifica les dades a Wikidata |
|        | Can Genís          | la Pera  | masia        |                             | 42° 01′ 10″ N, 2° 58′ 09″ E / 42.0193761396794°N,2.96912763568631°E |                                            |                     | Modifica les dades a Wikidata |
|        | Can Gepeta         | la Pera  | masia        |                             | 42° 01′ 38″ N, 2° 59′ 08″ E / 42.0272421587278°N,2.98545582606399°E |                                            |                     | Modifica les dades a Wikidata |
|        | Can Graciós        | la Pera  | masia        |                             | 42° 01′ 49″ N, 2° 59′ 07″ E / 42.0302503489815°N,2.98528601407126°E |                                            |                     | Modifica les dades a Wikidata |
|        | Can Llusanto       | la Pera  | masia        |                             | 42° 00′ 58″ N, 2° 58′ 28″ E / 42.0160900012386°N,2.97434682075689°E |                                            |                     | Modifica les dades a Wikidata |
|        | Can Martí Andreu   | la Pera  | masia        |                             | 42° 02′ 01″ N, 2° 58′ 19″ E / 42.0335172722085°N,2.97197192502893°E |                                            |                     | Modifica les dades a Wikidata |
|        | Can Patller        | la Pera  | masia        |                             | 42° 00′ 10″ N, 2° 58′ 00″ E / 42.0028932483322°N,2.96655149680191°E |                                            |                     | Modifica les dades a Wikidata |
|        | Can Pepos          | la Pera  | masia        |                             | 42° 01′ 05″ N, 2° 59′ 31″ E / 42.0180830585682°N,2.99202842419391°E |                                            |                     | Modifica les dades a Wikidata |
|        | Can Peremiquel     | la Pera  | masia        |                             | 42° 01′ 00″ N, 2° 58′ 25″ E / 42.0166842919365°N,2.97369437638448°E |                                            |                     | Modifica les dades a Wikidata |
|        | Can Ponçatí        | la Pera  | masia        |                             | 42° 00′ 32″ N, 2° 57′ 51″ E / 42.0089359858534°N,2.96413304854802°E |                                            |                     | Modifica les dades a Wikidata |
|        | Can Ramell         | la Pera  | masia        |                             | 42° 01′ 16″ N, 2° 58′ 10″ E / 42.0210334412687°N,2.96942880161407°E |                                            |                     | Modifica les dades a Wikidata |
|        | Can Roig Formiga   | la Pera  | masia        |                             |                                                                     |                                            |                     | Modifica les dades a Wikidata |
|        | Can Ros del Mas    | la Pera  | masia        |                             | 42° 00′ 50″ N, 2° 58′ 44″ E / 42.0138572919954°N,2.97896126396134°E |                                            |                     | Modifica les dades a Wikidata |
|        | Can Sabrí          | la Pera  | masia        |                             | 42° 00′ 36″ N, 2° 57′ 50″ E / 42.0101157890027°N,2.96391500631276°E |                                            |                     | Modifica les dades a Wikidata |
|        | Can Sala           | la Pera  | masia        |                             | 42° 01′ 27″ N, 2° 59′ 18″ E / 42.0241622327652°N,2.98845219334431°E |                                            |                     | Modifica les dades a Wikidata |
|        | Can Savalls        | la Pera  | masia        | Estil: arquitectura popular | 42° 01′ 12″ N, 2° 58′ 09″ E / 42.0199°N,2.96907°E 78 msnm           | bé integrant del patrimoni cultural català |                     | Modifica les dades a Wikidata |
|        | Can Soler          | la Pera  | masia        |                             | 42° 00′ 34″ N, 2° 57′ 53″ E / 42.009323444102°N,2.96468834933297°E  |                                            |                     | Modifica les dades a Wikidata |
|        | Can Tapis          | la Pera  | masia        |                             | 42° 00′ 35″ N, 2° 57′ 23″ E / 42.0097708879059°N,2.95629488410893°E |                                            |                     | Modifica les dades a Wikidata |
|        | Can Tramuntana     | la Pera  | masia        |                             | 42° 00′ 18″ N, 2° 57′ 30″ E / 42.0049980808506°N,2.95823025791232°E |                                            |                     | Modifica les dades a Wikidata |
|        | Can Tramuntana     | la Pera  | masia        |                             | 42° 00′ 18″ N, 2° 57′ 30″ E / 42.005007087508°N,2.95823025202113°E  |                                            |                     | Modifica les dades a Wikidata |
|        | Can Verd d'Amunt   | la Pera  | masia        |                             | 42° 00′ 37″ N, 2° 57′ 59″ E / 42.0102516650248°N,2.96647518214454°E |                                            |                     | Modifica les dades a Wikidata |
|        | Mas Carabús        | la Pera  | masia        |                             | 42° 00′ 19″ N, 2° 57′ 47″ E / 42.0052789664932°N,2.96313281764182°E |                                            |                     | Modifica les dades a Wikidata |
|        | Mas Duran          | la Pera  | masia        |                             | 42° 01′ 25″ N, 2° 58′ 41″ E / 42.0236473604557°N,2.97817288887573°E |                                            |                     | Modifica les dades a Wikidata |
|        | Mas Madrenes       | la Pera  | masia        |                             | 42° 01′ 04″ N, 2° 58′ 45″ E / 42.0178202629567°N,2.97922567589533°E |                                            |                     | Modifica les dades a Wikidata |
|        | Mas Negre          | la Pera  | masia        | Estil: arquitectura popular | 42° 01′ 35″ N, 2° 57′ 32″ E / 42.026441°N,2.958756°E                | bé integrant del patrimoni cultural català |                     | Modifica les dades a Wikidata |
|        | Mas Noguer         | la Pera  | masia        |                             | 41° 56′ 34″ N, 3° 05′ 32″ E / 41.9428224352373°N,3.09212017441736°E |                                            |                     | Modifica les dades a Wikidata |
|        | Mas Poc            | la Pera  | masia        |                             | 42° 01′ 26″ N, 2° 58′ 31″ E / 42.0238448897367°N,2.97514093320468°E |                                            |                     | Modifica les dades a Wikidata |
|        | Mas Pou            | la Pera  | masia        |                             | 42° 01′ 46″ N, 2° 58′ 39″ E / 42.0294925177346°N,2.97743399079825°E |                                            |                     | Modifica les dades a Wikidata |
|        | Molí d'en Verai    | la Pera  | masia        |                             | 42° 01′ 48″ N, 2° 58′ 03″ E / 42.029994489579°N,2.96744332275963°E  |                                            |                     | Modifica les dades a Wikidata |
|        | el Ferrer          | la Pera  | masia        |                             | 42° 01′ 39″ N, 2° 58′ 37″ E / 42.0276100570755°N,2.97704809820609°E |                                            |                     | Modifica les dades a Wikidata |
|        | la Casanova        | la Pera  | masia        |                             | 42° 01′ 19″ N, 2° 58′ 54″ E / 42.022046°N,2.981668°E                |                                            |                     | Modifica les dades a Wikidata |

## pont
| imatge | Nom             | Ubicat a | instància de | Detalls | coordenades                                                         | Protecció | Commons (més fotos) | Dades a WD                    |
| ------ | --------------- | -------- | ------------ | ------- | ------------------------------------------------------------------- | --------- | ------------------- | ----------------------------- |
|        | Pont de Púbol   | la Pera  | pont         |         | 42° 01′ 01″ N, 2° 58′ 44″ E / 42.0168114686803°N,2.97894821240868°E |           |                     | Modifica les dades a Wikidata |
|        | Pont de Tinella | la Pera  | pont         |         | 42° 01′ 32″ N, 2° 58′ 05″ E / 42.0254372745416°N,2.96792882937391°E |           |                     | Modifica les dades a Wikidata |

## Misc
| imatge | Nom                                         | Ubicat a                | instància de             | Detalls                                                               | coordenades                                                                                 | Protecció                                            | Commons (més fotos)  | Dades a WD                    |
| ------ | ------------------------------------------- | ----------------------- | ------------------------ | --------------------------------------------------------------------- | ------------------------------------------------------------------------------------------- | ---------------------------------------------------- | -------------------- | ----------------------------- |
|        | Caraup                                      | la Pera                 | vèrtex geodèsic          | Alt: 1.2m                                                             | 42° 00′ 15″ N, 2° 58′ 28″ E / 42.004274°N,2.97443°E 204.9 msnm                              |                                                      |                      | Modifica les dades a Wikidata |
|        | Castell de Púbol                            | Púbol                   | castell edifici de museu | Estil: gòtic tardà 1056                                               | 42° 00′ 53″ N, 2° 58′ 59″ E / 42.014639°N,2.983169°E ca:Fora la Muralla                     | bé d'interès cultural bé cultural d'interès nacional | Castle of Púbol      | Modifica les dades a Wikidata |
|        | Polígon industrial de la Pera               | la Pera                 | polígon industrial       |                                                                       | 42° 01′ 47″ N, 2° 58′ 34″ E / 42.0296993823766°N,2.97602051740852°E                         |                                                      |                      | Modifica les dades a Wikidata |
|        | Puig de Queralb                             | la Pera                 | muntanya                 |                                                                       | 42° 00′ 12″ N, 2° 58′ 28″ E / 42.0032°N,2.97454°E 200.6 msnm                                |                                                      |                      | Modifica les dades a Wikidata |
|        | annex parroquial de Sant Andreu de Pedrinyà | la Pera                 | annex parroquial         |                                                                       | Sant Andreu de Pedrinyà                                                                     |                                                      |                      | Modifica les dades a Wikidata |
|        | carrer del Racó                             | la Pera                 | carrer                   | Estil: arquitectura del Renaixement arquitectura popular 16th century | 42° 00′ 53″ N, 2° 58′ 58″ E / 42.014752°N,2.98281°E ca:Púbol 94 msnm                        | bé integrant del patrimoni cultural català           | Carrer del Racó      | Modifica les dades a Wikidata |
|        | casa consistorial de la Pera                | la Pera                 | casa consistorial        |                                                                       | 42° 01′ 14″ N, 2° 58′ 24″ E / 42.0205678°N,2.9733849°E                                      |                                                      |                      | Modifica les dades a Wikidata |
|        | la Força de la Pera                         | la Pera                 | fortificació             |                                                                       | 42° 01′ 14″ N, 2° 58′ 26″ E / 42.020546°N,2.973785°E 90 msnm                                | bé d'interès cultural bé cultural d'interès nacional | La Força de la Pera  | Modifica les dades a Wikidata |
|        | la Pedra Blanca                             | la Pera Sant Martí Vell | serra                    |                                                                       | 42° 01′ 18″ N, 2° 57′ 16″ E / 42.02158333°N,2.95453056°E 167.3 msnm                         |                                                      |                      | Modifica les dades a Wikidata |
|        | muralla de Púbol                            | la Pera                 | muralla urbana           |                                                                       | 42° 00′ 51″ N, 2° 59′ 00″ E / 42.014251°N,2.983442°E ca:Púbol                               | bé d'interès cultural bé cultural d'interès nacional | Muralles de Púbol    | Modifica les dades a Wikidata |
|        | plaça Major de Púbol                        | la Pera                 | plaça                    |                                                                       | 42° 00′ 51″ N, 2° 58′ 57″ E / 42.014284°N,2.98246°E ca:Púbol 90 msnm                        | bé integrant del patrimoni cultural català           | Plaça Major de Púbol | Modifica les dades a Wikidata |
|        | testa de pedra                              | la Pera                 | relleu                   | Estil: arquitectura barroca arquitectura popular 18th century         | 42° 01′ 16″ N, 2° 58′ 24″ E / 42.021017°N,2.973423°E ca:C. Major cantonada c. Pedró 84 msnm | bé integrant del patrimoni cultural català           | Testa de pedra       | Modifica les dades a Wikidata |